# Taunggyi
Taunggyi är en stad i östra Myanmar, och är huvudstad för delstaten Shan. Folkmängden uppgår till cirka 170 000 invånare. I staden finns sjukhus, utbildning av lärare och teknikutbildning.

## Bildgalleri

Taunggyi
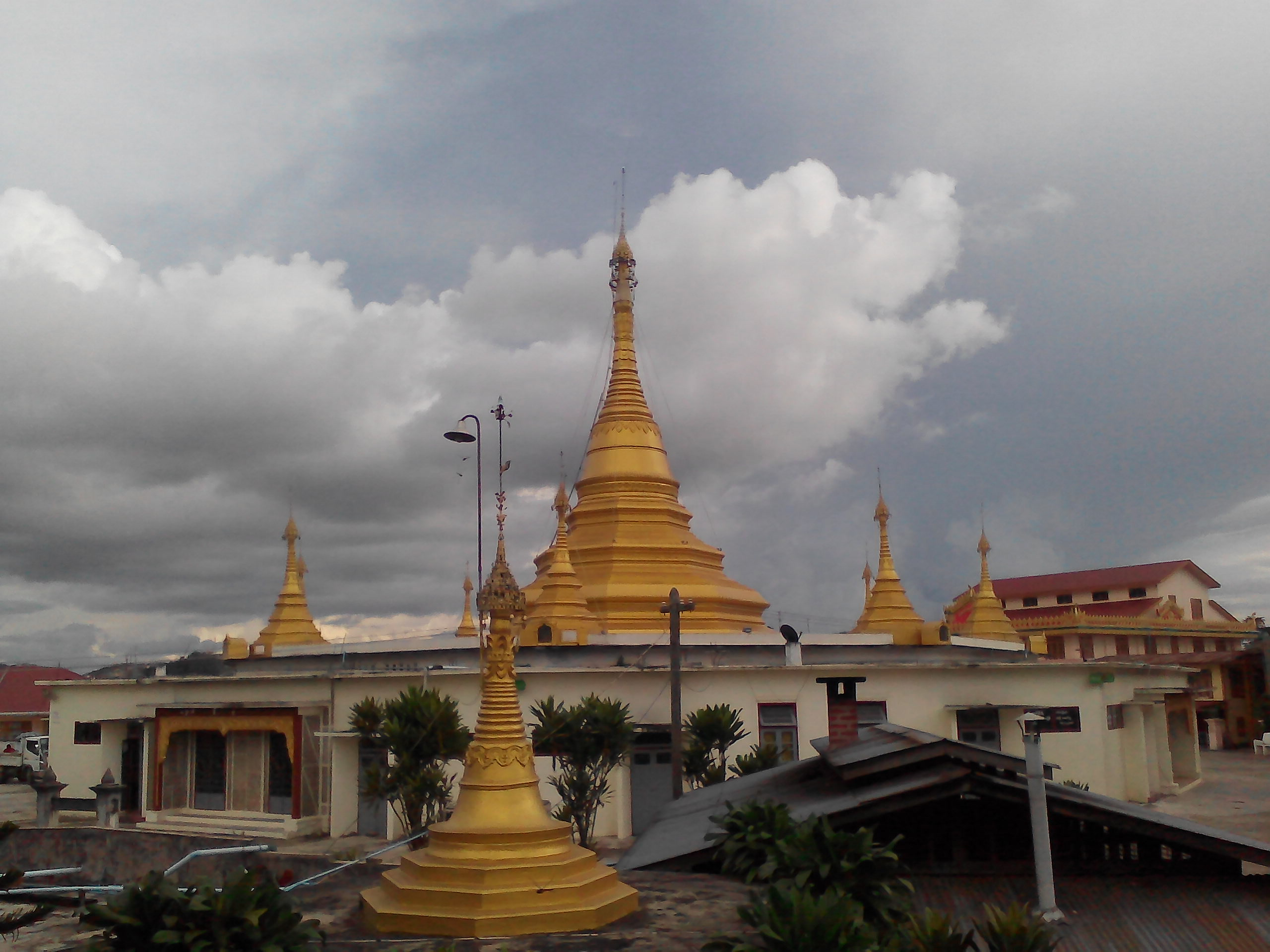
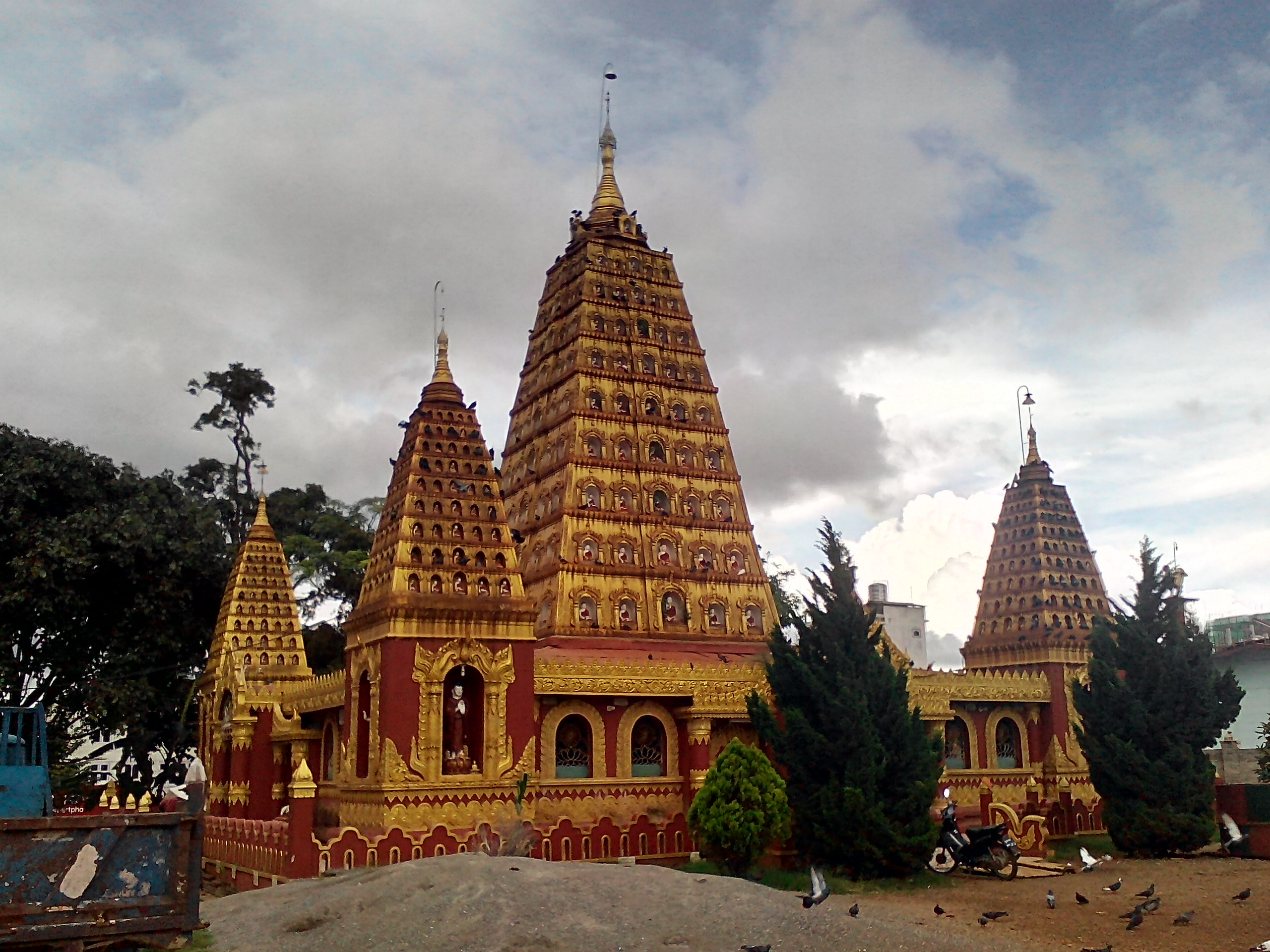
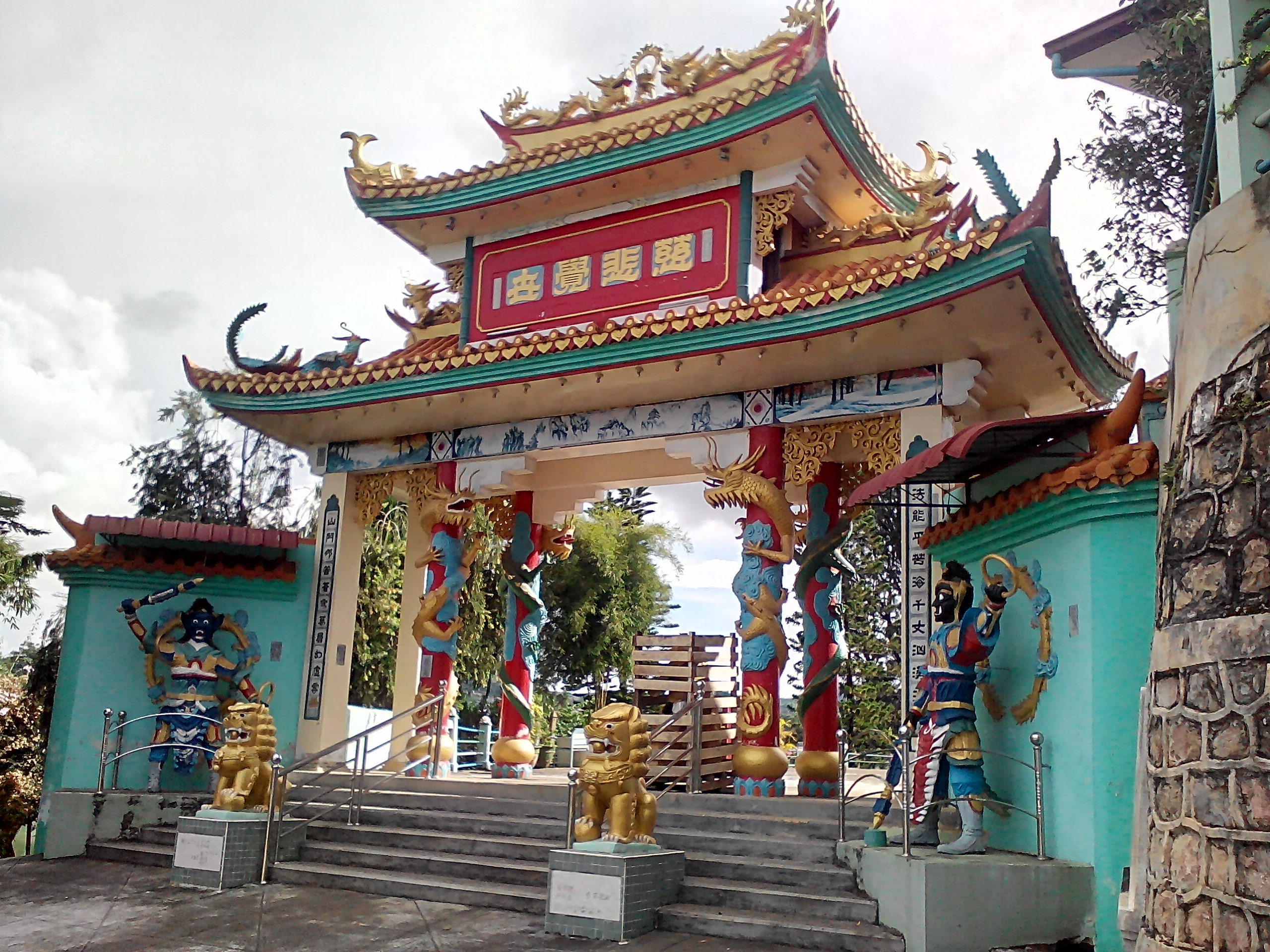
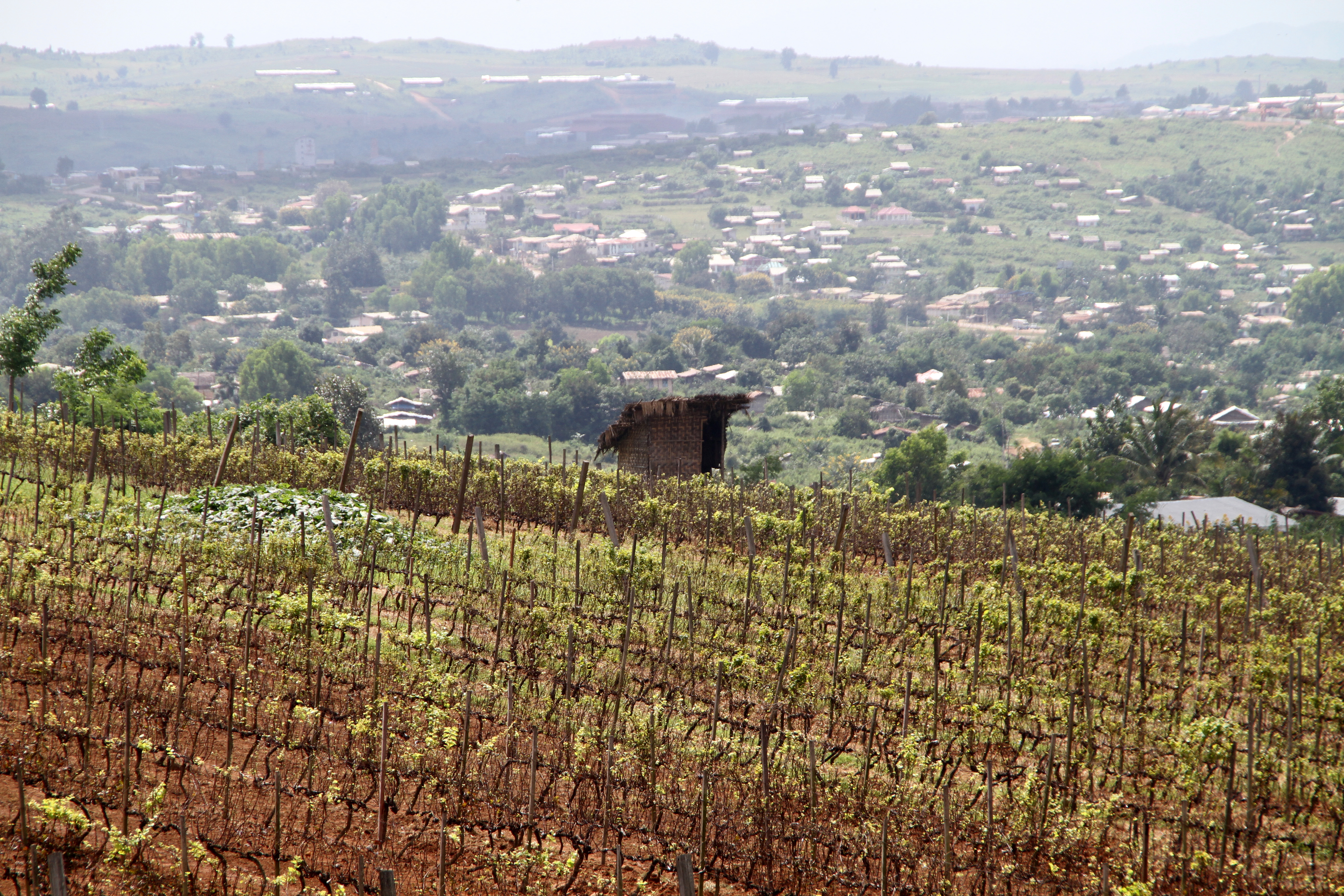
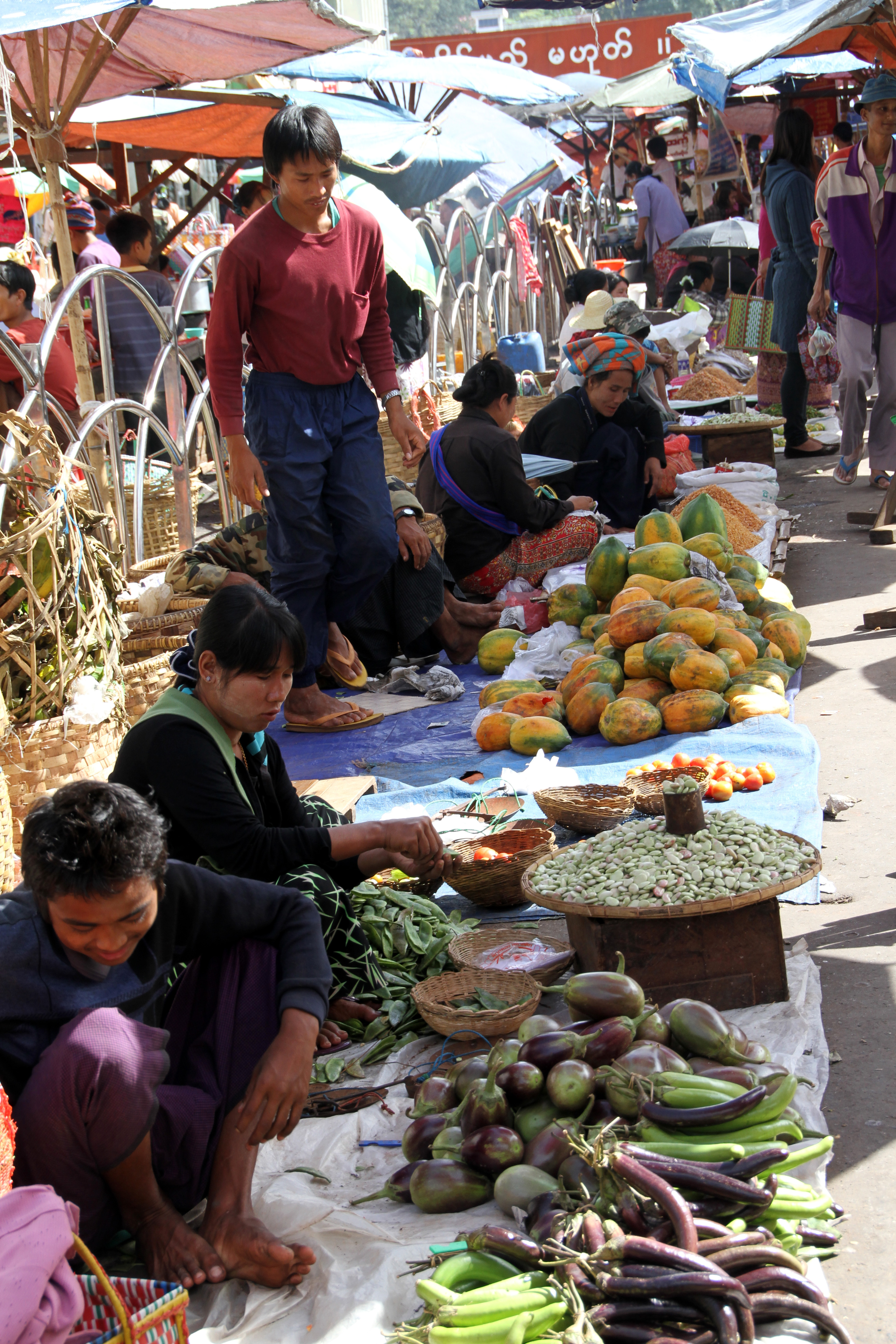
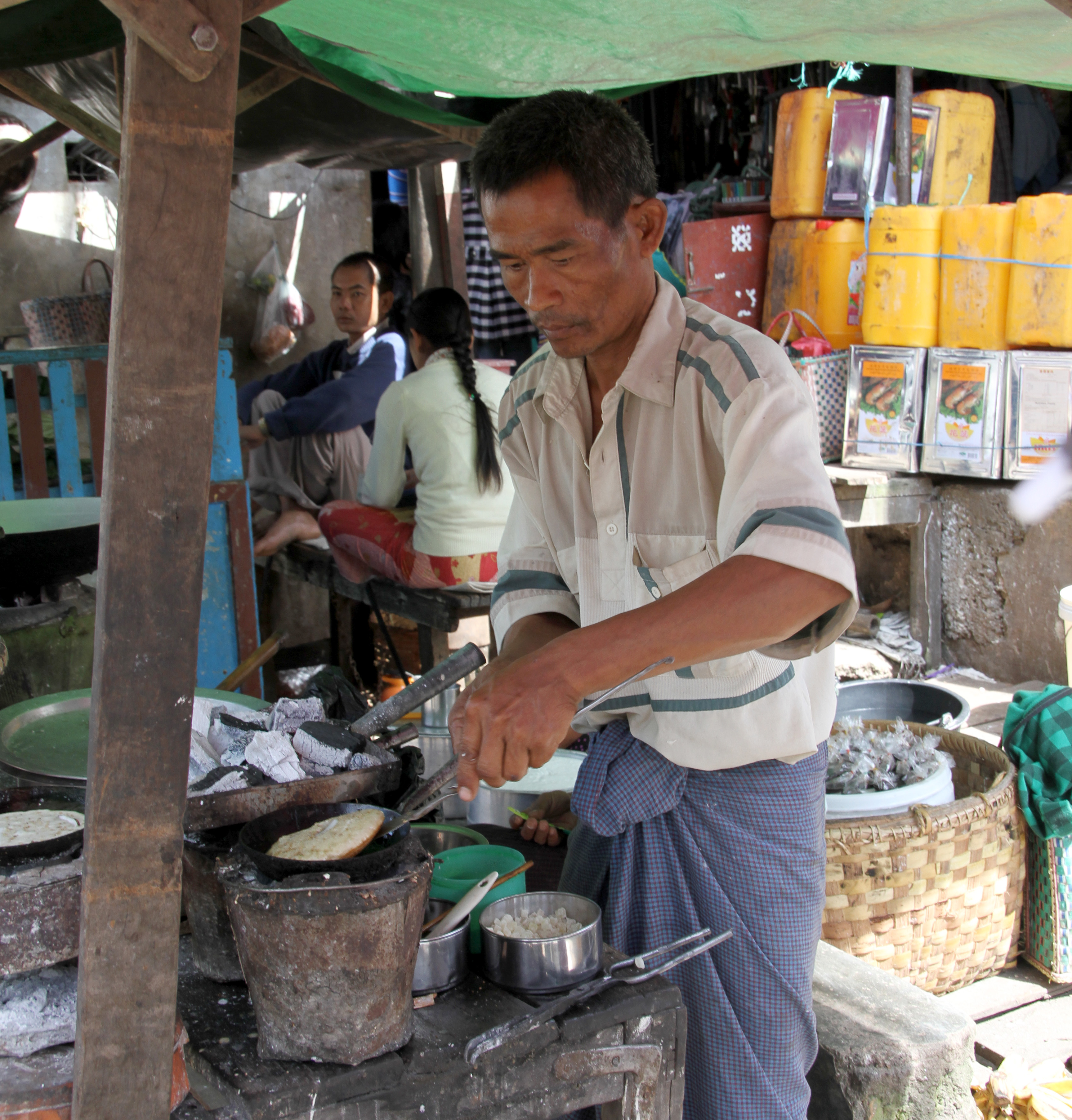
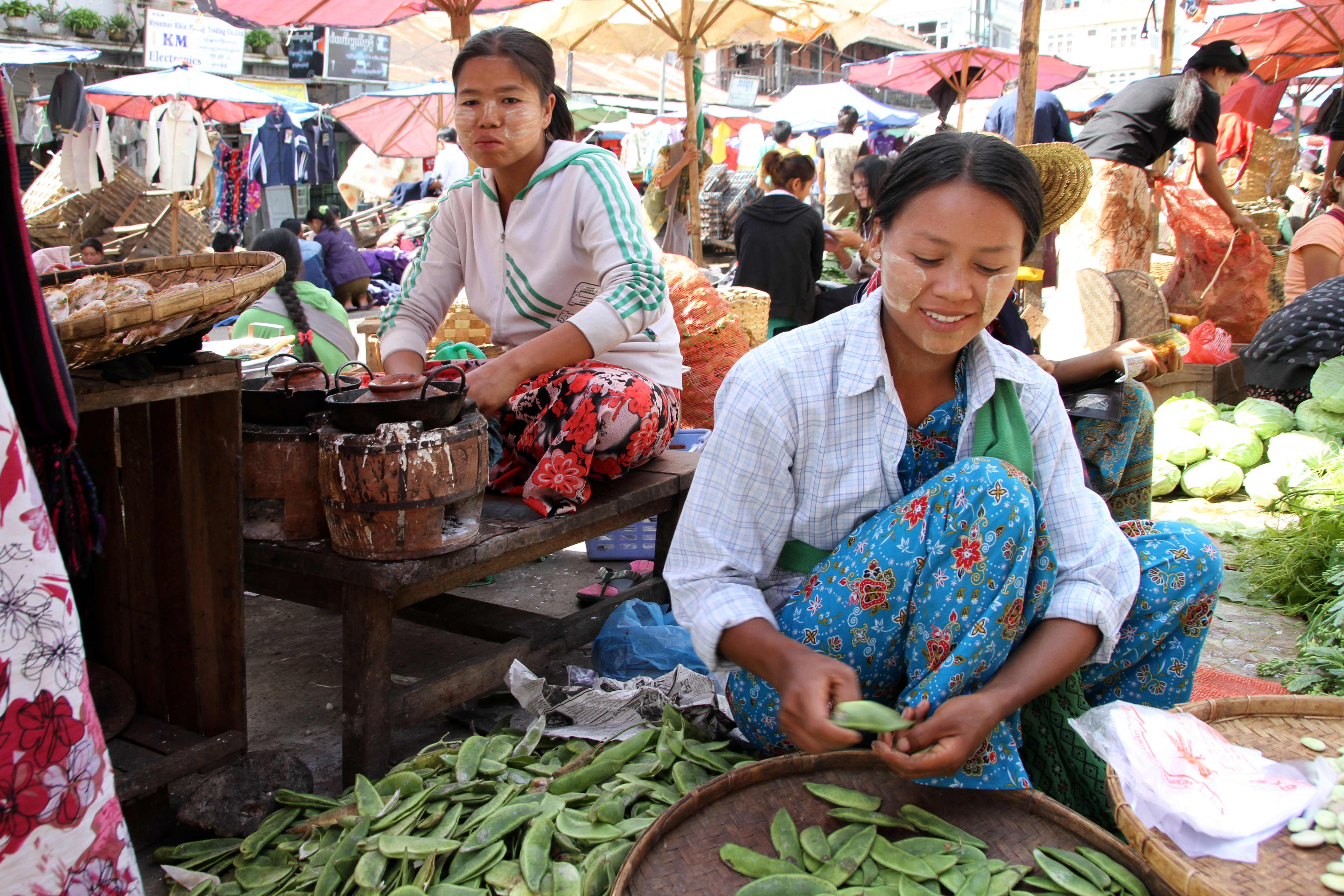
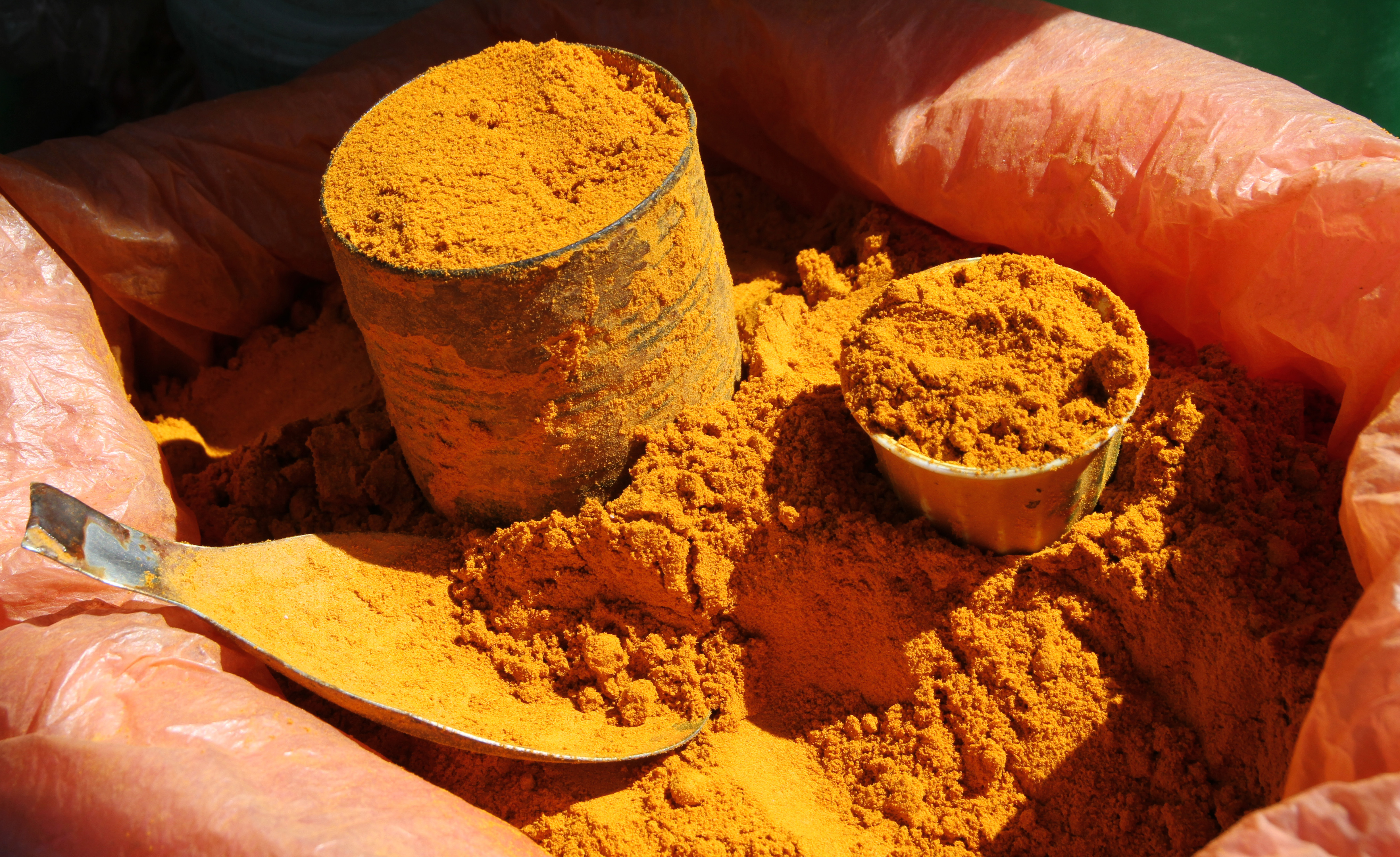